# Drepanosticta moorei
Drepanosticta moorei är en trollsländeart som beskrevs av Van Tol och Mueller 2003. Drepanosticta moorei ingår i släktet Drepanosticta och familjen Platystictidae. Inga underarter finns listade i Catalogue of Life.